# Billings, Missouri
Billings är en ort i Christian County i Missouri. Vid 2010 års folkräkning hade Billings 1 035 invånare.